# Pontus Flodqvist
Pontus Flodqvist, född 11 mars 1988 på Södersjukhuset i Stockholm. svensk sprintsimmare i SK Neptun. SM-guld med nytt svenskt rekord på 4x50m frisim i Uppsala den 24 november 2006. Flodqvist, Nystrand, Wallberg, Stymne.